# Japans Grand Prix 2014
Japans Grand Prix 2014, officiellt 2014 Formula 1 Japanese Grand Prix, var en Formel 1-tävling som hölls den 5 oktober 2014 på Suzuka Circuit i Japan. Det var den femtonde tävlingen av Formel 1-säsongen 2014 och kördes över 44 varv. Vinnare av loppet blev Lewis Hamilton för Mercedes, tvåa blev Nico Rosberg, även han för Mercedes, och trea blev Sebastian Vettel för Red Bull. Under racet, som kördes i kraftigt regn, kolliderade Jules Bianchi med ett bärgningsfordon på banan och han avled 2015 av skadorna han ådrog sig.

## Kvalet
| KR. | Nr | Förare            | Konstruktör          | Q1       | Q2       | Q3       | Grid |
| --- | -- | ----------------- | -------------------- | -------- | -------- | -------- | ---- |
| 1   | 6  | Nico Rosberg      | Mercedes             | 1.33,671 | 1.32,950 | 1.32,506 | 1    |
| 2   | 44 | Lewis Hamilton    | Mercedes             | 1.33,611 | 1.32,982 | 1.32,703 | 2    |
| 3   | 77 | Valtteri Bottas   | Williams-Mercedes    | 1.34,301 | 1.33,443 | 1.33,128 | 3    |
| 4   | 19 | Felipe Massa      | Williams-Mercedes    | 1.34,483 | 1.33,551 | 1.33,527 | 4    |
| 5   | 14 | Fernando Alonso   | Ferrari              | 1.34,497 | 1.33,675 | 1.33,740 | 5    |
| 6   | 3  | Daniel Ricciardo  | Red Bull-Renault     | 1.35,593 | 1.34,466 | 1.34,075 | 6    |
| 7   | 20 | Kevin Magnussen   | McLaren-Mercedes     | 1.34,930 | 1.34,229 | 1.34,242 | 7    |
| 8   | 22 | Jenson Button     | McLaren-Mercedes     | 1.35,150 | 1.34,648 | 1.34,317 | 8    |
| 9   | 1  | Sebastian Vettel  | Red Bull-Renault     | 1.35,517 | 1.34,784 | 1.34,432 | 9    |
| 10  | 7  | Kimi Räikkönen    | Ferrari              | 1.34,984 | 1.34,771 | 1.34,548 | 10   |
| 11  | 25 | Jean-Éric Vergne  | Toro Rosso-Renault   | 1.35,155 | 1.34,984 |          | 211  |
| 12  | 11 | Sergio Pérez      | Force India-Mercedes | 1.35,439 | 1.35,089 |          | 11   |
| 13  | 26 | Daniil Kvyat      | Toro Rosso-Renault   | 1.35,210 | 1.35,092 |          | 12   |
| 14  | 27 | Nico Hülkenberg   | Force India-Mercedes | 1.35,000 | 1.35,099 |          | 13   |
| 15  | 99 | Adrian Sutil      | Sauber-Ferrari       | 1.35,736 | 1.35,364 |          | 14   |
| 16  | 21 | Esteban Gutiérrez | Sauber-Ferrari       | 1.35,308 | 1.35,681 |          | 15   |
| 17  | 13 | Pastor Maldonado  | Lotus-Renault        | 1.35,917 |          |          | 222  |
| 18  | 8  | Romain Grosjean   | Lotus-Renault        | 1.35,984 |          |          | 16   |
| 19  | 9  | Marcus Ericsson   | Caterham-Renault     | 1.36,813 |          |          | 17   |
| 20  | 17 | Jules Bianchi     | Marussia-Ferrari     | 1.36,943 |          |          | 18   |
| 21  | 10 | Kamui Kobayashi   | Caterham-Renault     | 1.37,015 |          |          | 19   |
| 22  | 4  | Max Chilton       | Marussia-Ferrari     | 1.37,481 |          |          | 20   |

| Vidare från första kvalrundan ▬▬ Vidare från andra kvalrundan ▬▬ |

Noteringar:
- ^1  — Jean-Éric Vergne fick tio platsers nedflyttning för att ha tvingats använda en sjätte motor för säsongen.[2]
- ^2  — Pastor Maldonado fick tio platsers nedflyttning för att ha tvingats använda en sjätte motor för säsongen.[3]

## Loppet
| Pos. | Nr | Förare            | Konstruktör          | Varv | Tid         | Grid | P  |
| ---- | -- | ----------------- | -------------------- | ---- | ----------- | ---- | -- |
| 1    | 44 | Lewis Hamilton    | Mercedes             | 44   | 1:51.43,021 | 2    | 25 |
| 2    | 6  | Nico Rosberg      | Mercedes             | 44   | +9,180      | 1    | 18 |
| 3    | 1  | Sebastian Vettel  | Red Bull-Renault     | 44   | +29,122     | 9    | 15 |
| 4    | 3  | Daniel Ricciardo  | Red Bull-Renault     | 44   | +38,818     | 6    | 12 |
| 5    | 22 | Jenson Button     | McLaren-Mercedes     | 44   | +1.07,550   | 8    | 10 |
| 6    | 77 | Valtteri Bottas   | Williams-Mercedes    | 44   | +1.53,773   | 3    | 8  |
| 7    | 19 | Felipe Massa      | Williams-Mercedes    | 44   | +1.55,126   | 4    | 6  |
| 8    | 27 | Nico Hülkenberg   | Force India-Mercedes | 44   | +1.55,948   | 13   | 4  |
| 9    | 25 | Jean-Éric Vergne  | Toro Rosso-Renault   | 44   | +2.07,638   | 20   | 2  |
| 10   | 11 | Sergio Pérez      | Force India-Mercedes | 43   | +1 varv     | 11   | 1  |
| 11   | 26 | Daniil Kvyat      | Toro Rosso-Renault   | 43   | +1 varv     | 12   |    |
| 12   | 7  | Kimi Räikkönen    | Ferrari              | 43   | +1 varv     | 10   |    |
| 13   | 21 | Esteban Gutiérrez | Sauber-Ferrari       | 43   | +1 varv     | 15   |    |
| 14   | 20 | Kevin Magnussen   | McLaren-Mercedes     | 43   | +1 varv     | 7    |    |
| 15   | 8  | Romain Grosjean   | Lotus-Renault        | 43   | +1 varv     | 16   |    |
| 161  | 13 | Pastor Maldonado  | Lotus-Renault        | 43   | +1 varv     | 22   |    |
| 17   | 9  | Marcus Ericsson   | Caterham-Renault     | 43   | +1 varv     | 17   |    |
| 18   | 4  | Max Chilton       | Marussia-Ferrari     | 43   | +1 varv     | 21   |    |
| 19   | 10 | Kamui Kobayashi   | Caterham-Renault     | 43   | +1 varv     | 19   |    |
| 20   | 17 | Jules Bianchi     | Marussia-Ferrari     | 41   | Krasch      | 18   |    |
| 21   | 99 | Adrian Sutil      | Sauber-Ferrari       | 40   | Krasch      | 14   |    |
| Ret  | 14 | Fernando Alonso   | Ferrari              | 2    | Elektronik  | 5    |    |

| Förare och stall som tog poäng ▬▬ |

Noteringar:

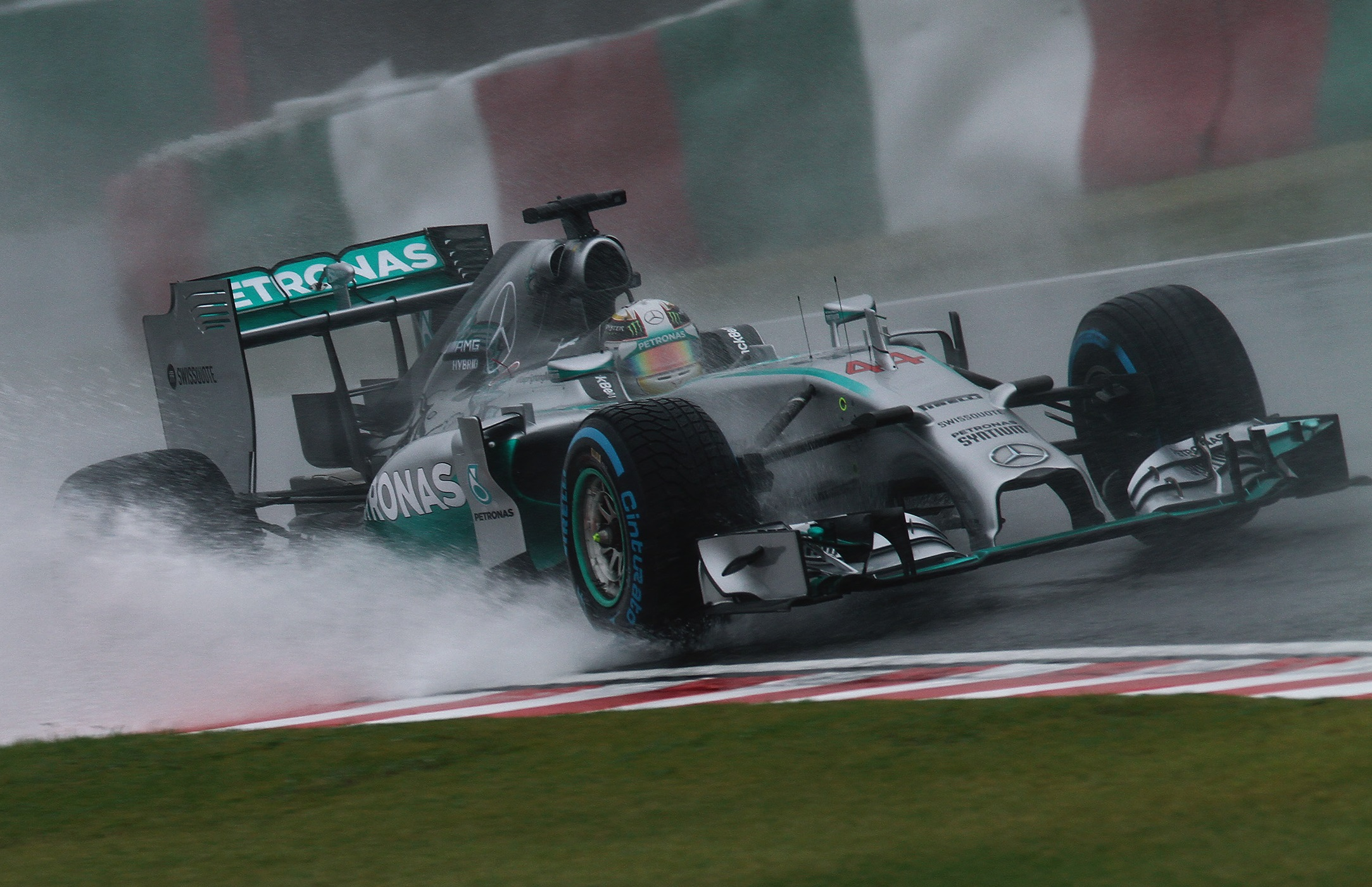
Lewis Hamilton vann loppet.

- ^1  — Pastor Maldonado fick 20 sekunder tillagt på sluttiden för att ha kört för fort i depån.

## Ställning efter loppet
|     | Pos. | Förare           | Poäng |
| --- | ---- | ---------------- | ----- |
| ▬   | 1    | Lewis Hamilton   | 266   |
| ▬   | 2    | Nico Rosberg     | 256   |
| ▬   | 3    | Daniel Ricciardo | 193   |
| ▲ 1 | 4    | Sebastian Vettel | 139   |
| ▼ 1 | 5    | Fernando Alonso  | 133   |

|   | Pos. | Konstruktör          | Poäng |
| - | ---- | -------------------- | ----- |
| ▬ | 1    | Mercedes             | 522   |
| ▬ | 2    | Red Bull-Renault     | 332   |
| ▬ | 3    | Williams-Mercedes    | 201   |
| ▬ | 4    | Ferrari              | 178   |
| ▬ | 5    | Force India-Mercedes | 122   |

- Notering: Endast de fem bästa placeringarna i vardera mästerskap finns med på listorna.